# فيلهو فايسالا
فيلهو فايسالا (Vilho Väisälä؛ كونتيولهتي، 28 سبتمبر 1889 - هلسنكي، 12 أغسطس 1969) عالم أرصاد جوية وفيزيائي فنلندي، ومؤسس شركة فايسالا لتطوير وتصنيع وتسويق منتجات وخدمات القياس البيئي والصناعي.
بعد تخرجه في مجال الرياضيات عام 1912، عمل فايسالا بالمعهد الفنلندي للأرصاد الجوية في قياسات الأجواء العليا، متخصصاً في أبحاث في طبقة التروبوسفير الأعلى. كانت القياسات تـُجرى في ذلك الوقت بإرفاق مسجل الحرارة والرطوبة بطائرة ورقية.